# پرونوس بیفرونس
پرونوس بیفرونس (نام علمی: Prunus bifrons) نام یک گونه از سرده پرونوس است.